# Mixonychus orissaensis
Mixonychus orissaensis är en spindeldjursart som beskrevs av N. Prasad 1975. Mixonychus orissaensis ingår i släktet Mixonychus och familjen Tetranychidae. Inga underarter finns listade i Catalogue of Life.